# Pahangfloden
Pahangfloden eller bara Pahang, (Sungai Pahang på malajiska) är en flod i Malaysia. Den är Malackahalvöns längsta flod, 459 kilometer, och flyter österut till Sydkinesiska sjön. Flera kraftverk har byggts i floden.